# La Marzocco
La Marzocco, fundada en 1927, en Florencia, por Giuseppe y Bruno Bambi, se ha especializado tradicionalmente en la producción de máquinas profesionales de café espreso de alta gama. La ciudad florentina de Scarperia alberga la fábrica y la sede de la empresa y sus sucursales están ubicadas en Barcelona, Londres, Leeds, Melbourne, Milán, Seattle, Seúl y Sídney. Como histórico fabricante italiano de máquinas de café expreso, sus productos son considerados consistentemente en el rango superior, particularmente desde la introducción de la serie GS de doble caldera en 1970. Hoy en día, los equipos de La Marzocco son ampliamente utilizados en cafeterías especializadas.

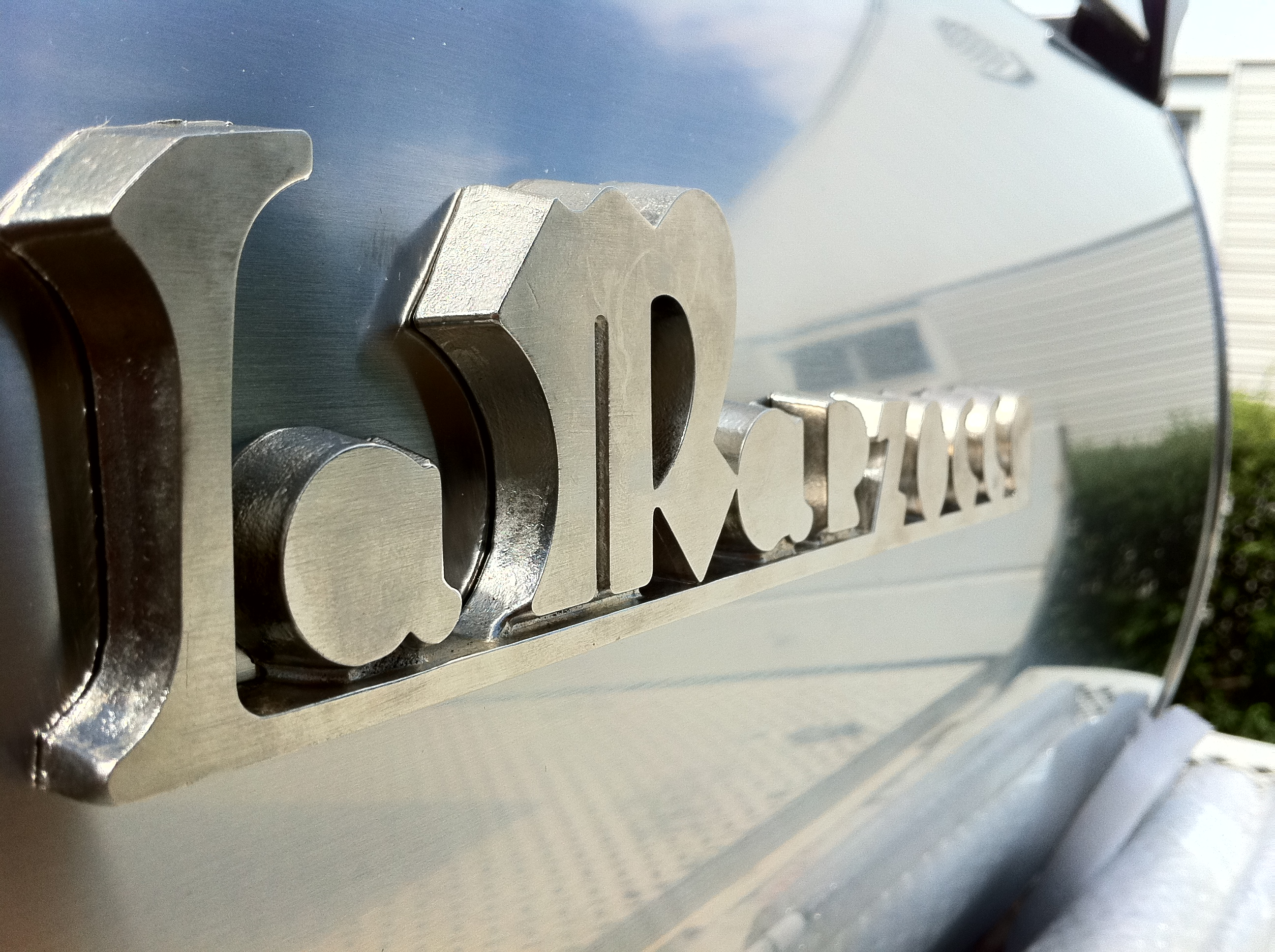
Una «La Marzocco GB-5»

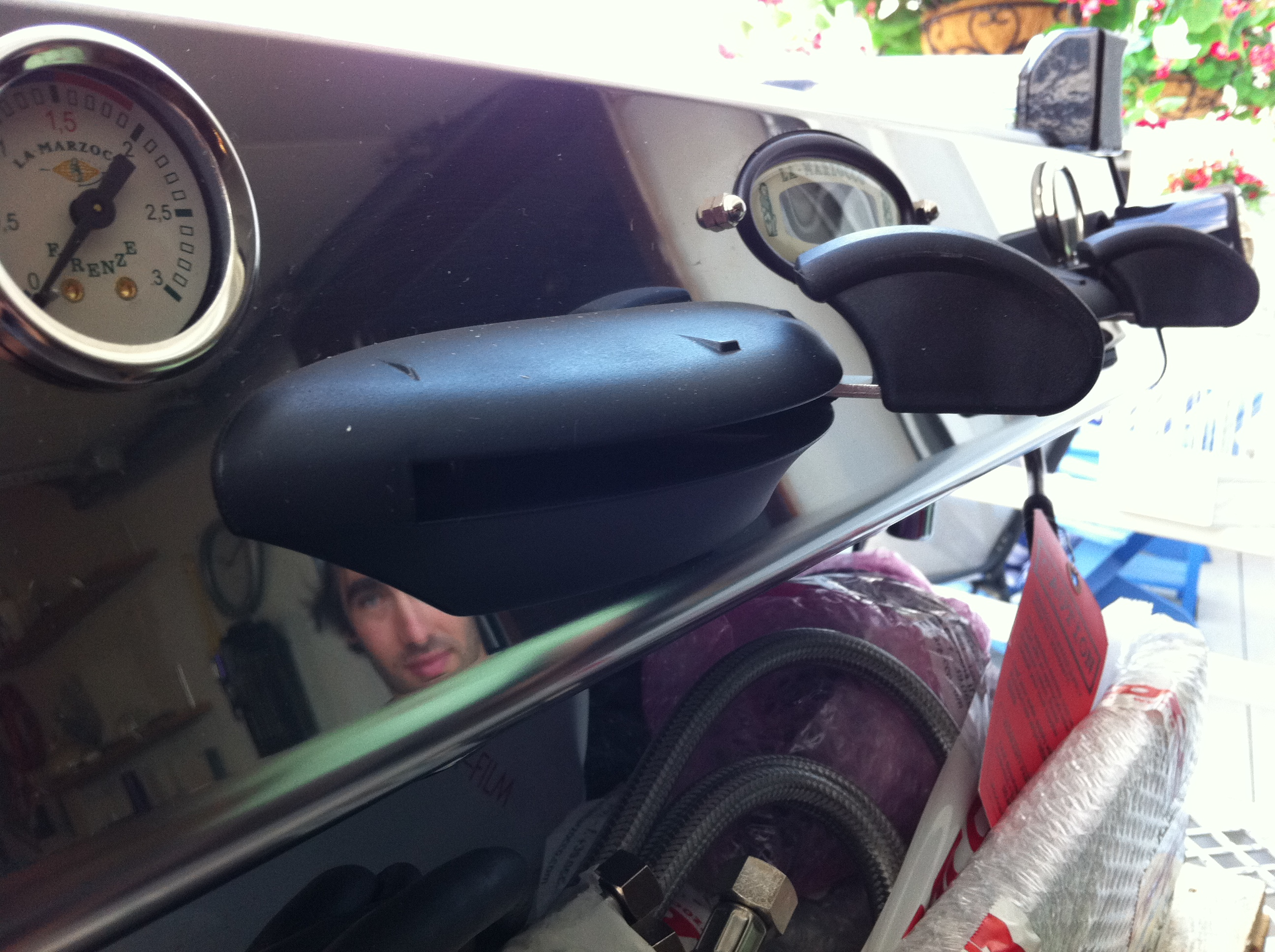
Instrumental de una La Marzocco

## Historia
Después de que los hermanos Bambi fabricaron su primera máquina de café Fiorenza bajo encargo, fundaron su propia empresa en 1927, especializándose la realización artesana de máquinas de café expreso, y la bautizaron con el nombre de Marzocco, el símbolo de la victoria y la conquista de la ciudad de Florencia. y cuya imagen y valores fueron elegidos para representar la marca de la empresa. 
A medida que el consumo de café aumentó en Italia a lo largo del siglo XX, La Marzocco fue introduciendo innovaciones tecnológicas, una mejor ergonomía y herramientas de barista, estableciendo estándares industriales, a lo largo de las décadas. 
En 1939, La Marzocco patentó la primera máquina de café espresso con una caldera horizontal, que, en comparación con la estructura vertical anterior, organizó los grupos de preparación de manera horizontal, lo que proporcionaba una mayor eficiencia para el barista y una oportunidad para interactuar con los clientes. 
Tras la introducción de las máquinas de palanca en 1947, La Marzocco comenzó a fabricar sus propios modelos, teniendo en cuenta el diseño que imperaba en el contexto espacio temporal. 
A principios de la década de 1950, Piero Bambi, que actualmente es Presidente Honorario, se unió al negocio de su padre Giuseppe y su tío.   
En 1964, se lanzó la serie de máquinas de hidrocompresión Poker, mediante la cual el pistón, a diferencia de las máquinas de palanca, era levantado y presionado durante la elaboración por medio de un diafragma, inflado por la presión de vapor generada por la caldera. Desde 1964 hasta 1970, La Marzocco produjo la serie Poker.
En 1968, el molinillo "Vulcano" de Giuseppe Bambi fue galardonado con el Premio de Artes Decorativas e Industriales en la 14.ª exposición de la Trienal de Milán. 
En 1970, La Marzocco patentó su primera serie de máquinas profesionales semiautomáticas de doble caldera llamadas "GS" (GS para Gruppo Saturo, o grupo saturado), ganando el premio Qualità e Cortesia-Toscana en 1971. Las dos calderas independientes separaron la extracción de café de la producción de vapor, por lo que, junto con los grupos saturados, aseguraron la estabilidad térmica y mejoraron la calidad del café en la taza, ya que el agua ahora fluía a través de circuitos independientes. 
A partir de los años setenta, todas las calderas de máquinas se fabrican en acero inoxidable . En 1982, el GS/2, un modelo GS rediseñado, ganó el Premio Andino de Fomento, y en 1988 la firma estadounidense ESF (posteriormente Espresso Specialists, Inc.) dirigida por Kent Bakke se convirtió en el proveedor exclusivo de máquinas La Marzocco para Starbucks. Kent Bakke comenzó a importar máquinas La Marzocco a los Estados Unidos en 1978. 
En 1990, Piero Bambi diseñó su primera máquina en su totalidad, la "Linea Classic", que resultó ser muy amigable con los técnicos. En 1994 se funda La Marzocco International, LLC., una asociación formal entre la familia Bambi y un equipo de entusiastas estadounidenses del café y socios italianos, liderados por Kent Bakke. 
En 1997, la máquina de café FB/70 (FB significa Fratelli Bambi) se lanzó para celebrar el 70 aniversario de La Marzocco y en 2000 el molinillo "Swift" recibió el premio al Mejor Producto Nuevo en la conferencia SCAA de San Francisco, siendo el primer modelo patentado en combinar tecnologías de dosificación, molienda y compactado automático. 
Entre 2001 y 2009 fue patrocinador del Campeonato Mundial de Baristas en su esfuerzo por impulsar la profesión de barista y comprometerse con los clientes finales ya que las comunidades de cafés especiales se desarrollaban en todo el mundo. 
En 2005, se presentó la máquina GB/5 (nombrada así por la esposa de Piero, Giovanna Bambi), equipada con una placa de CPU y una estabilidad térmica mejorada a la luz de la introducción de la tecnología "PID". 
La FB/80 se fabricó para el Campeonato Mundial de Baristas 2006 en Berna con motivo del 80 aniversario de la compañía, mientras que el modelo GS/3 se presenta en 2007. Ese año, La Marzocco también lanzó el "Proyecto Songwa Estate", una empresa conjunta sin fines de lucro que tiene como objetivo brindar experiencias educativas a los miembros de la industria del café de especialidad y transmitir una mayor conciencia del ciclo del grano a la taza a través del apoyo local y caritativo y el compromiso . 
En abril de 2009, la compañía presentó su tecnología de perfil de presión en SCAA en un prototipo que, por primera vez, le permitió al barista tener un control de presión directo en cualquier momento durante la extracción. Poco después, se establece su sucursal en los Estados Unidos, la fábrica italiana se traslada a la cercana Scarperia, con una sala de exposición y un centro de capacitación, y se inaugura en Milán el primer evento "Out of The Box" de La Marzocco. El rediseñado molino Vulcano, con tecnología de molinillo Mazzer, se presenta en esta ocasión, y la tecnología de perfil de presión introducida a principios de año se incorporó en el recientemente diseñado Strada EP (paleta electrónica). El Strada MP (paleta mecánica) también está en exhibición. La Strada EE (semiautomática) se introdujo en enero de 2014. 
En 2013, la Linea PB, siglas de Piero Bambi, se presenta en la conferencia de Boston SCAA. La Linea PB vuelve a diseñar la Linea Classic y se distingue por una nueva plataforma de software propietaria que controla el tiempo y el volumen de elaboración. El molino Vulcano Swift también se presenta e incorpora la tecnología Swift con el diseño del Vulcano. 
La Strada EE (semiautomática) se introdujo en enero de 2014.
El prototipo AV de Strada se presentó en 2015 y se lanzó en 2016.
En 2015, la compañía lanza la Linea Mini para el hogar. La Linea Classic, surgida a partir de la máquina de espresso comercial, está equipado con una caldera doble, una función de pre-infusión preprogramada y está optimizado para el hogar mediante un depósito de agua incorporado, las necesidades de energía estándar de los electrodomésticos y el espacio que ocupa en la encimera. La Linea Mini fue galardonada con el premio al Mejor Producto Nuevo y los premios People's Choice en SCAA (Seattle) en abril de 2015.

## Utilización
Las máquinas La Marzocco Linea se utilizaron en casi todas las ubicaciones de Starbucks durante muchos años. 
De 2000 a 2008, La Marzocco fue el patrocinador oficial y proveedor de máquinas de café expreso para el "Campeonato Mundial de Baristas". 

## Productos

### Máquinas de espresso

#### Máquinas de espresso comercial
- Strada
- Linea Classic
- Linea PB
- FB80
- GB5

Todas las máquinas comerciales están disponibles en 2, 3, excepto la Linea Classic (también 1 y 4); la Linea PB, la GB5 y la FB80 (también 4); Strada EP (también disponible en 1 grupo).

#### Máquinas de espresso para el hogar
- GS3
- Linea Micra
- Linea Mini

### Molinillos de cafe
- Vulcano
- Rápido
- Lux D[19]

### Modelos históricos
- Fiorenza[25][26]
- Marus[27]
- Eureka
- National
- Mondial
- Rondine
- Aurum
- Alba
- Olimpia
- Crema-espress
- Etruria
- Comet
- Poker
- GS
- GS/2
- SMALL
- FB/70
- Mistral